# Leptocometes penicillatus
Leptocometes penicillatus là một loài bọ cánh cứng trong họ Cerambycidae.